# Огу, Джон
Джон Угочукву Огу (англ. John Ogu Ugochukwu; родился 20 апреля 1988 года, Лагос, Нигерия) — нигерийский футболист, полузащитник клуба «Аль-Адалах» и сборной Нигерии. Участник чемпионата мира 2018 года.

## Клубная карьера

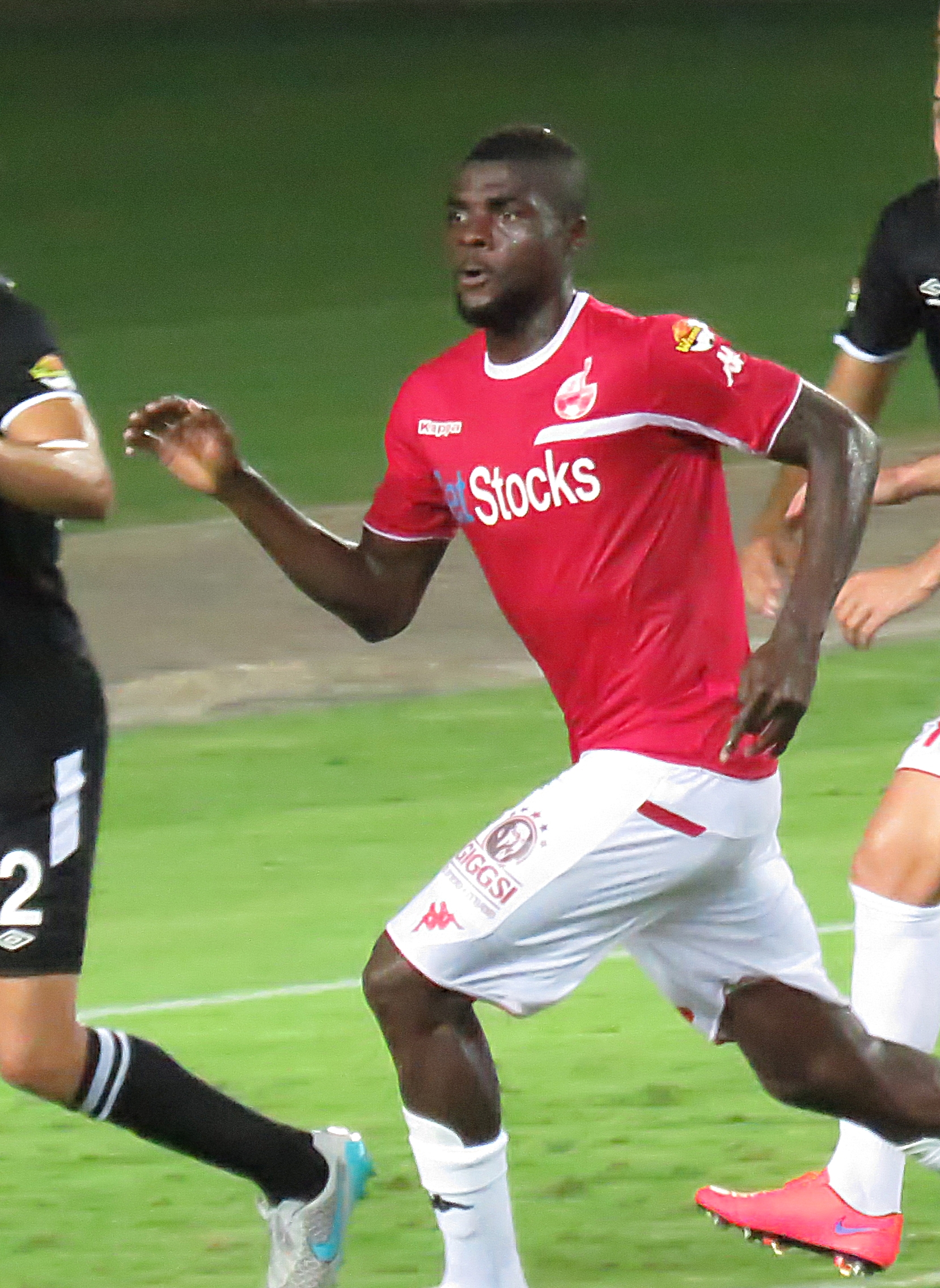
Огу в составе «Хапоэль Баэр-Шева»

Огу начал карьеру на родину в молодёжной команде клуба «Аква Юнайтед». В 2006 году Джон подписал свой первый профессиональный контракт со словенским клубом «Драва». В составе команды он отыграл четыре сезона. После того, как Джон покинул Драву, он безуспешно пытался закрепиться в составах португальского «Атлетико» и дубле испанской «Альмерии». В начале 2012 года Огу перешёл в «Униан Лейрия». 8 января в матче против столичной «Бенфики» он дебютировал в Сангриш лиге. 15 января в поединке против «Насьонал Фуншал» Джон забил свой первый гол за «Униан Лейрию».
Летом того же года Огу перешёл в «Академику Коимбра». 20 августа в матче против «Бейра-Мар» он дебютировал за новую команду. 5 мая 2013 года в поединке против «Витории Сетубал» Джон забил свой первый гол за «Академику».
Летом 2014 года Огу подписал контракт с израильским «Хапоэлем» из Беэр-Шева. 13 сентября в матче против «Бейтара» он дебютировал в чемпионате Израиля. 29 ноября в поединке против «Маккаби» из Нетании Джон забил свой первый гол за «Хапоэль». В 2016 и 2017 годах он помог клубу выиграть чемпионат.

## Международная карьера
23 марта 2013 года в отборочном матче чемпионате мира 2014 против сборной Кении Огу дебютировал за сборную Нигерии. 31 мая 2013 года в товарищеском матче против сборной Мексики Джон забил свой первый гол за национальную команду. В том же году Огу принял участие в Кубке Конфедераций в Бразилии. На турнире он сыграл в матчах против сборных Таити, Уругвая и Испании.
В 2018 году Огу принял участие в чемпионате мира в России. На турнире он был запасным и на поле не вышел.

### Голы за сборную Нигерии
| #   | Дата           | Место                               | Противник | Счёт | Результат | Соревнование                     |
| --- | -------------- | ----------------------------------- | --------- | ---- | --------- | -------------------------------- |
| 01. | 31 мая 2013    | NRG-стэдиум, Хьюстон, США           | Мексика   | 1:2  | 2:2       | Товарищеский матч                |
| 02. | 10 ноября 2017 | Мохамед Хамлауи, Константина, Алжир | Алжир     | 0:3  | 0:3       | Чемпионат мира 2018 квалификация |

## Достижения
Командные
 «Хапоэль» (Беэр-Шева)
- Чемпионат Израиля по футболу — 2015/2016
- Чемпионат Израиля по футболу — 2016/2017
- Чемпионат Израиля по футболу — 2017/2018
- Обладатель Суперкубка Израиля — 2016
- Обладатель Суперкубка Израиля — 2017
- Обладатель Кубка Тото — 2016/2017